# 清真寺 (上尾市)
清真寺（せいしんじ）は、埼玉県上尾市にある曹洞宗の寺院。

## 歴史
1468年（応仁2年）、盛庵舜によって開山された。本尊は胎内仏付きの十一面観世音菩薩である。この胎内仏も十一面観世音菩薩であり、同形式の仏像を入れるのは上尾市内では他に例はないという。室町時代中期の作といわれており、開山年と一致するため、当初からの本尊と推測される。

## 文化財
- 十一面観世音菩薩坐像 付 胎内仏（上尾市指定文化財 昭和35年1月1日指定）[2]

## 交通アクセス
- 路線バスリハビリセンター入口停留所より徒歩12分。